# Berrick Barnes
Berrick Barnes (ur. 28 maja 1986 w Brisbane) – australijski rugbysta, uniwersalny zawodnik formacji ataku, reprezentant kraju, zdobywca brązowego medalu podczas Pucharu Świata w Rugby 2011, trzykrotny triumfator Top League.
W trakcie kariery z powodzeniem występował na pozycjach łącznika ataku, środkowego oraz obrońcy.

## Kariera klubowa
Urodzony w rodzinie inżyniera górniczego i fryzjerki od dzieciństwa związany był ze sportem. Uprawiał rugby league w zespołach Kingaroy Red Ants i Toowoomba Clydesdales oraz krykieta. Uzyskał stypendium sportowe w Ipswich Grammar School, gdzie – będąc uważany za wszechstronnie utalentowanego – prócz league i krykieta grał także w rugby union oraz zdobywał medale na pływackich mistrzostwach stanu.
W roku 2004, będąc jeszcze w szkole, otrzymał kontrakt z Brisbane Broncos, a rok później zagrał dla stanowej reprezentacji U-19 oraz zagrał w dziewięciu spotkaniach National Rugby League. Wkrótce jednak zmienił dyscyplinę na rugby union podpisując w czerwcu 2005 roku dwuletnią umowę z Queensland Reds. W rozgrywkach Super 14 zadebiutował w pierwszej kolejce sezonu 2006, zakończyła mu go po jedenastu występach wymagająca operacji kontuzja ramienia. Bliski był zdobycia wyróżnienia dla najlepszego nowicjusza tych rozgrywek, otrzymał je natomiast od Reds i australijskiego stowarzyszenia zawodowych rugbystów (Rugby Union Players Association), sezon ukoronował zaś nowym kontraktem. W kolejnych trzech sezonach wykorzystywany był zarówno jako łącznik ataku, jak i środkowy po pojawieniu się w składzie Quade’a Coopera, dodatkowo w roku 2009 pod nieobecność kontuzjowanego Jamesa Horwilla pełnił rolę kapitana zespołu. W 2007 roku, w jedynym rozegranym sezonie Australian Rugby Championship został przydzielony do zespołu Ballymore Tornadoes, dla którego rozegrał jeden mecz. Słabe wyniki Reds oraz roszady wśród trenerów i działaczy zespołu spowodowały, iż Barnes w lipcu 2009 roku podpisał kontrakt z Waratahs, w którym grał przez cztery następne sezony, dwukrotnie goszcząc w fazie play-off rozgrywek. W tym okresie zmagał się z serią kontuzji: kolana, nadgarstka i najgroźniejszą, migreną futbolisty, której nabawił się po kilku uderzeniach w głowę i która wpłynęła na jego pamięć. W 2013 roku będący blisko podjęcia decyzji o zakończeniu kariery sportowej postanowił jednak kontynuować ją w Japonii mającej mniej wymagającą ligę i przyjął ofertę Panasonic Wild Knights. Podczas australijskiego etapu kariery na poziomie klubowym związany był z Wests w Brisbane, a w Sydney z Sydney Uni, z którym zwyciężył w Shute Shield w roku 2010.
Z Panasonic Wild Knights, w którym pomimo pogłosek o powrocie do Australii czy wyjeździe do Europy, pozostał związany w kolejnych latach, triumfował w 51. i 53. edycji All-Japan Rugby Football Championship oraz Top League w sezonach 2013/14, 2014/15 i 2015/16. Czterokrotnie był wybierany do najlepszej piętnastki ligi, dodatkowo dwa razy zdobywając tytuł MVP tych rozgrywek. Po tym, jak sezon 2018/2019 opuścił z powodu poważnej kontuzji kostki odniesionej w towarzyskim przedsezonowym spotkaniu z Western Force odszedł z Wild Knights i przeszedł do stołecznego Ricoh Black Rams. Sezon 2020 został przerwany przez pandemię COVID-19, zatem Barnes zagrał jedynie w trzech spotkaniach, a w kwietniu 2020 roku ogłosił zakończenie zawodowej kariery. Grał następnie w lokalnym klubie Trojans z Lennox Head.

## Kariera reprezentacyjna
Reprezentował stan w mistrzostwach kraju U-16.
Pierwsze powołanie do australijskiej reprezentacji w opinii Eddiego Jonesa mógł już otrzymać w drugiej połowie 2006 roku, na przeszkodzie stanęła jednak niedokończona rehabilitacja po kontuzji ramienia. Pierwszy kontakt z seniorskim poziomem reprezentacyjnym miał zatem w roku kolejnym w ramach kadry A i wystąpił z nią w czterech meczach Pucharu Narodów Pacyfiku. Dobre występy w tych zawodach dały mu przewagę w walce z Samem Norton-Knightem i Kurtleyem Beale'em o ostatnie miejsce w składzie Wallabies na Puchar Świata w Rugby 2007 i był w tym gronie najmłodszym, a także jedynym zawodnikiem bez zaliczonego występu w narodowej reprezentacji. W barwach Wallabies zadebiutował w meczu z Japonią już po trzech minutach od wejścia na boisko zdobywając przyłożenie, w kolejnych zaś spotkaniach pełnił rolę podstawowego łącznika ataku, gdy kontuzji kolana doznał Stephen Larkham. Łącznie w tym turnieju zagrał czterokrotnie, a jego zespół odpadł w ćwierćfinale.
Przed rozpoczynającymi kolejny sezon reprezentacyjny spotkaniami z Irlandią i Francją o utrzymanie koszulki z numerem 10 walczył z Beale'em oraz Mattem Giteau, ostatecznie został jednak przesunięty na pozycję numer 12. Z części Pucharu Trzech Narodów i listopadowej wyprawy na północną półkulę wyeliminowały go urazy, w sezonie wystąpił jednak w dziewięciu testmeczach.  W rozegranych w czerwcu 2009 roku testmeczach z Włochami i Francją wykorzystywany był zarówno jako łącznik ataku, jak i środkowy, po czym zagrał w pięciu z sześciu spotkań Pucharu Trzech Narodów. Podczas kończącego sezon reprezentacyjny tournée został wicekapitanem, jednak po raz kolejny zostało ono przerwane przez kontuzję, która jednak nie wymagała interwencji chirurgicznej. Zagrał zatem w ośmiu testmeczach Wallabies, a jego postawa, zarówno na boisku, jak i poza nim, dała mu Medal for excellence przyznawany przez Rugby Union Players Association.
Rok 2010 rozpoczął dwoma występami w ramach Australian Barbarians z Anglikami, przeciwko nim wystąpił także w testmeczu. Znalazł się następnie w każdym z meczowych składów podczas Pucharu Trzech Narodów, jednak nie wyszedł na boisko w dwóch z nich. Podczas kończącej sezon listopadowej wyprawy zagrał jednak we wszystkich meczach, w tym jako kapitan w dwóch towarzyskich spotkaniach z Leicester Tigers i Munster, podnosząc swój bilans kariery do trzydziestu jeden testmeczów.
Pierwszą połowę reprezentacyjnego sezonu 2011 opuścił z powodu kilkukrotnych wstrząśnień mózgu, pozostał jednak w orbicie zainteresowania Robbie'ego Deansa. Powrócił do gry na reprezentacyjnym poziomie meczem w barwach Australian Barbarians z Kanadą, po czym znalazł się w trzydziestce na Puchar Świata w Rugby 2011. W turnieju tym wystąpił w pięciu meczach walnie przyczyniając się do zwycięstwa nad Walią w meczu o trzecie miejsce.
Wysoką formę jako łącznik ataku – potwierdzoną dwoma wyróżnieniami dla gracza meczu – potwierdził podczas trzymeczowej serii przeciwko Walii w czerwcu 2012 roku. Inauguracyjną edycję The Rugby Championship zaczął na pozycji numer 10, po czym objął rolę środkowego, a następnie, po raz pierwszy w reprezentacyjnej karierze, obrońcy. Na tej ostatniej grał już do końca sezonu, w którym opuścił jedynie dwa spotkania Wallabies z powodu urazu płuc. Jako uniwersalny zawodnik formacji ataku otrzymał także powołanie do składu mającego zagrać przeciw British and Irish Lions odbywających w 2013 roku pierwsze od dwunastu lat tournée po Australii. W pierwszym testmeczu został zniesiony z boiska po kolizji z Israelem Folau i nie wziął udziału w pozostałych pojedynkach tej serii. Był to zatem jedyny udział Barnesa w spotkaniu Wallabies w tym roku, a jego wyjazd z Australii przekreślił szanse na dalsze reprezentacyjne występy. Karierę reprezentacyjną zakończył zatem zdobywszy dwieście punktów w pięćdziesięciu jeden testmeczach.

## Kariera trenerska
Jeszcze w trakcie kariery zawodniczej próbował swych sił w pracy trenerskiej w Panasonic Wild Knights pod nadzorem Robbie'ego Deansa. Prowadził także treningi w klubie Lennox Head Trojans w 2017 roku.
Był asystentem trenera Newcastle Knights odpowiedzialnym za kopy punktowe oraz w grze otwartej w sezonie 2023. W tym samym roku w podobnej roli pracował z australijską reprezentacją, gdy jej trenerem był Eddie Jones. Znalazł się również w sztabie szkoleniowym Barbarians na serię meczów na jesieni 2023 roku.
Od 2022 roku zaangażowany był w szkolenie japońskiej reprezentacji kobiet.

## Varia
- Żona Rebekah, dzieci Archie i Matilda[123][124][125].